# Deutsche Hefewerke
Die Deutsche Hefewerke GmbH war 2008 mit einem Marktanteil von 30 Prozent der zweitgrößte deutsche Hefeproduzent mit Sitz in Nürnberg-Buch. Er stellte damals jährlich etwa 30 Mio. kg Backhefe her. Zum 30. April 2022 schloss die Produktionsstätte nach 160-jährigem Bestehen.

## Geschichte

Aktie über 100 RM der Bast AG vom Januar 1942

Das Unternehmen wurde 1855 von Johann Michael Bast als „Bast AG Preßhefe-Fabrik“ gegründet. 1896 folgt die Umbenennung in Presshefe & Spiritus A.G. und 1920 in BAST A.G.
1970 fusionierte das Nürnberger Unternehmen mit den „Deutschen Hefewerken“ in Hamburg (heute Ohly GmbH). 1981 wurden die DHW zunächst von der Hüls AG in Marl übernommen, 1994 vom australischen Burns-Philp-Konzern und 2004 schließlich von Associated British Foods (ABF). Während das auf die Herstellung von Hefeextrakten für den Industriebedarf spezialisierte Hamburger Werk bei ABF verblieb, wurde das Nürnberger Werk im Jahr 2008 an die Schweizer Indawisa Holding AG veräußert. Seit 2018 gehört es zum kanadischen Konzern Lallemand. 
Im Jahr 2022 wurde das Werk in Nürnberg-Buch geschlossen.
Der Geschäftsführer der Deutsche Hefewerke GmbH, Thomas Dellweg, war zeitweise Vorsitzender des Deutschen Verbands der Hefeindustrie.

## Gebäude

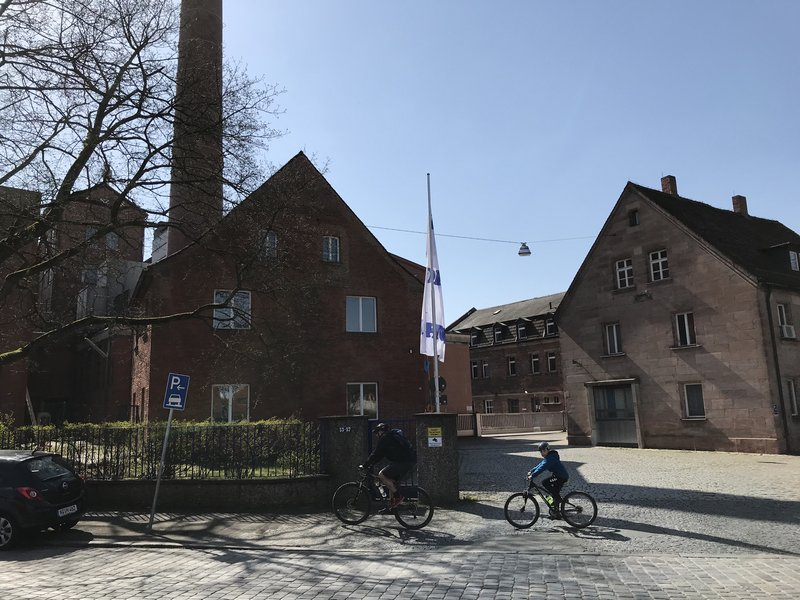
Die Zufahrt zu DHW-Werk: rechts steht das Verwaltungsgebäude von 1855, im Hintergrund das Magazingebäude von 1890

Die ältesten Gebäude im Bucher Werksgelände gehen auf die Gründungszeit zurück und stehen unter Denkmalschutz. Dies sind das 1855 erbaute Verwaltungsgebäude Bucher Hauptstraße 55 und das benachbarte sogenannte Magazingebäude. Insgesamt stellt sich das Werk als gewachsenes Industrie-Ensemble dar, in dem Gebäude aller Epochen vertreten sind, so auch das 1881 gebaute Haus Nr. 53 links von der Zufahrt.